# Asociación de Fútbol de Malaui
La Asociación de Fútbol de Malaui (en inglés: Football Association of Malawi; abreviado FAM) es el organismo rector del fútbol en Malaui. Fue fundada en 1966, desde 1967 es miembro de la FIFA y desde 1968 de la CAF. Organiza el campeonato de Liga y de Copa, así como los partidos de la selección nacional en sus distintas categorías.